# 理由
哲学において理由（りゆう、羅: ratiō、英: reason, ground、独: Grund、仏: raison）は、正しく結論を導き出す根拠・論拠をいい、帰結に対するもの。
理由と帰結の関係は論理的見地より見られた制約と被制約者との関係（論理的理由）であるが、実在的関係より見れば結果に対する原因と同義（実在的理由）となる。
ゴットフリート・ライプニッツは充足理由律を矛盾律と共に掲げ、哲学の原理とした。